# 240 mm moździerz M-240
240 mm moździerz M-240 (ros. 240 мм миномёт М-240) — ciężki moździerz polowy kalibru 240 mm, produkcji radzieckiej.

## Historia
W 1944 Główny Zarząd Artylerii Armii Czerwonej zlecił Biuru Konstrukcyjnemu Borysa Szawyrina (1902-1965) opracowanie ciężkiego moździerza polowego kalibru 240 mm. Próby nowego moździerza przeprowadzone zostały w latach 1944-1945 oraz 1947-1949. W 1950 moździerz przyjęty został na uzbrojenie Armii Radzieckiej. Produkcja seryjna rozpoczęta została w następnym roku, w Fabryce Nr 75, w miejscowości Jurga (Obwód kemerowski).
W drugiej połowie lat 50 XX wieku moździerz przyjęty został na uzbrojenie SZ PRL. W grudniu 1955 24 i 27 Brygady Moździerzy przeformowane zostały w 24 i 27 Brygadę Moździerzy Ciężkich. Zgodnie z etatem Nr 4/120 z 4 listopada 1955 w każdej brygadzie moździerzy ciężkich (BMC) zorganizowano jeden skadrowany dywizjon. Dywizjon posiadać miał czternaście moździerzy w trzech bateriach. Do czasu faktycznego wprowadzenia moździerzy ciężkich w bateriach znajdowały się 160 mm moździerze wzór 1943.

## Dane balistyczne, konstrukcyjne, masy, dane eksploatacyjne (nie zawarte w tabeli)
- masa pocisku F-864 - 130,7 kg
- lufa gładka, łoże kołowe
- długość lufy w kalibrach - L/22,2
- masa lufy z zamkiem - 726 kg
- masa łoża - 399 kg
- masa platformy - 685 kg